# Altestadt 14

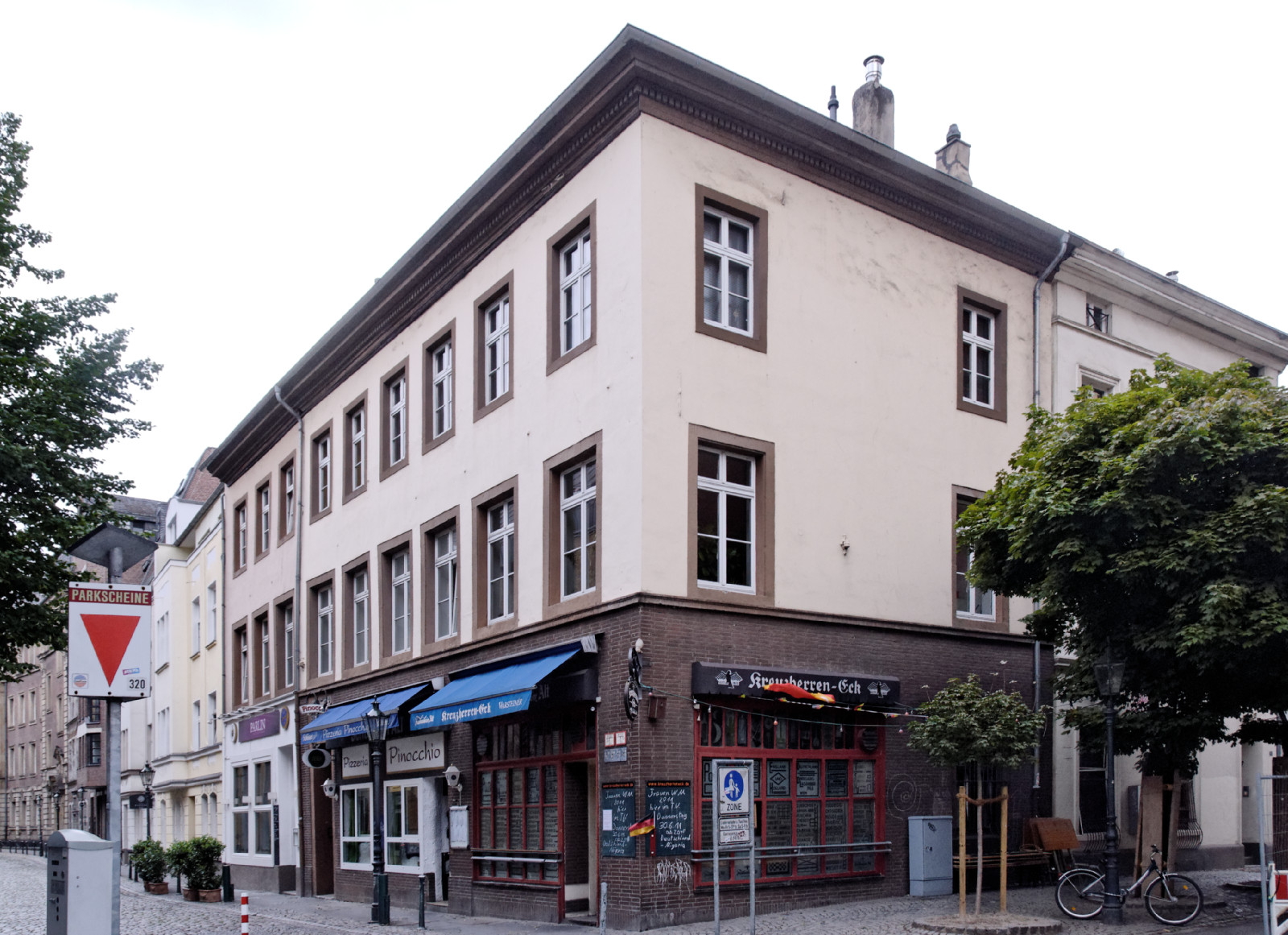
Haus Altestadt 14

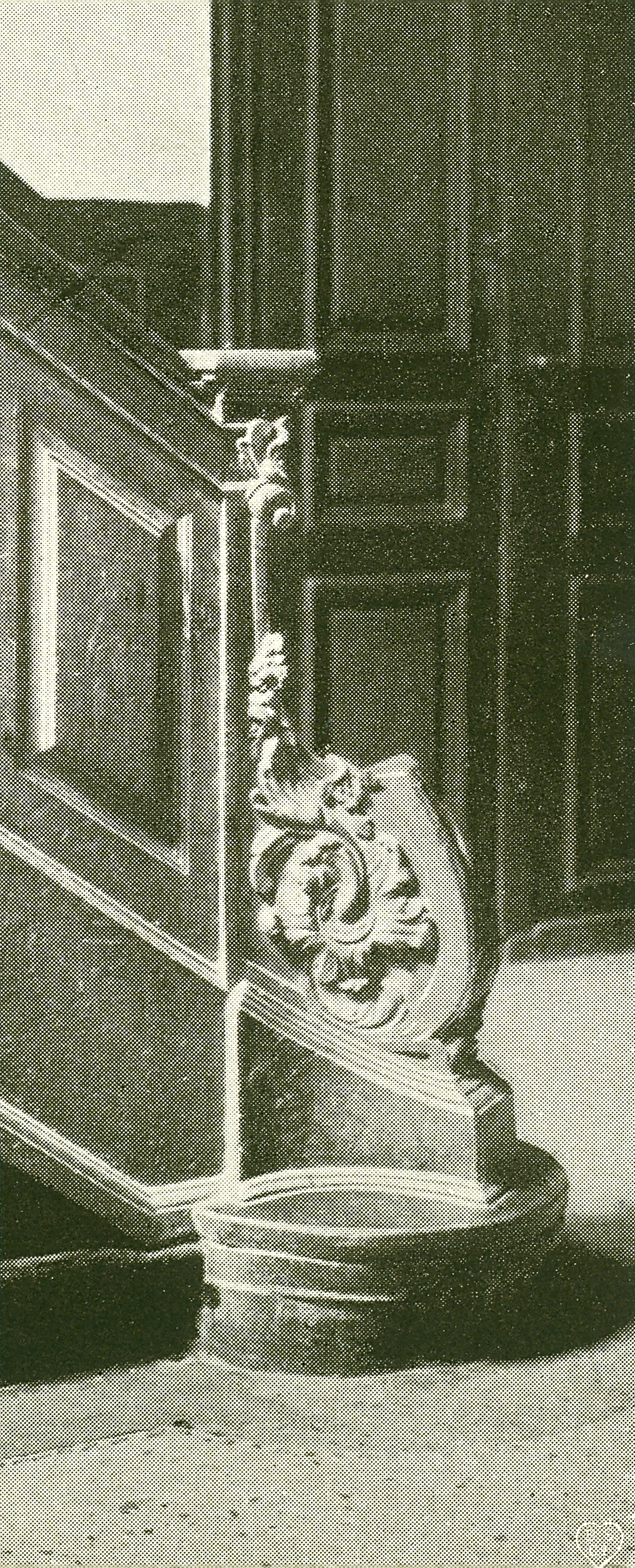
Haus Altestadt 14, Treppendetail

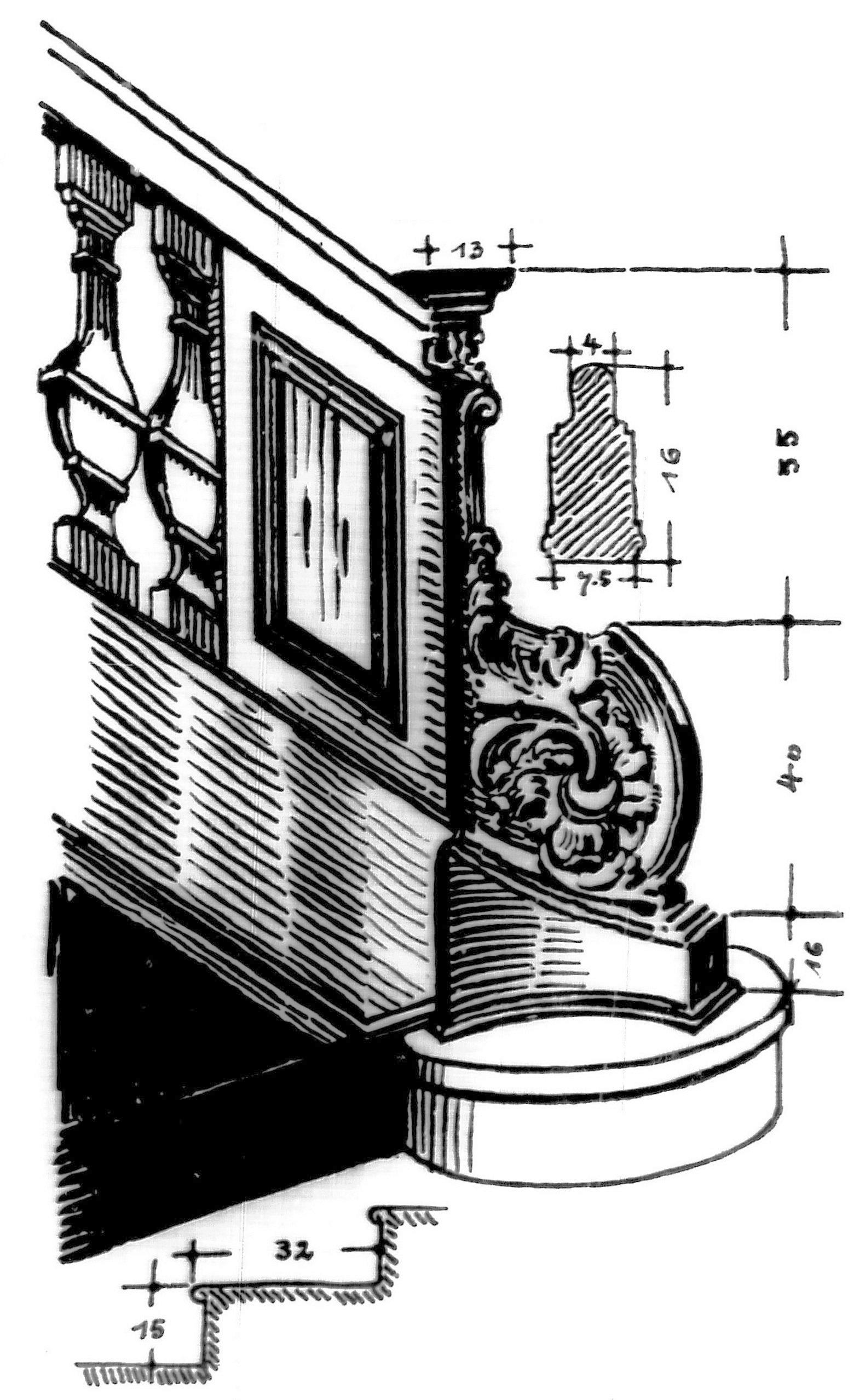
Haus Altestadt 14, Treppendetail

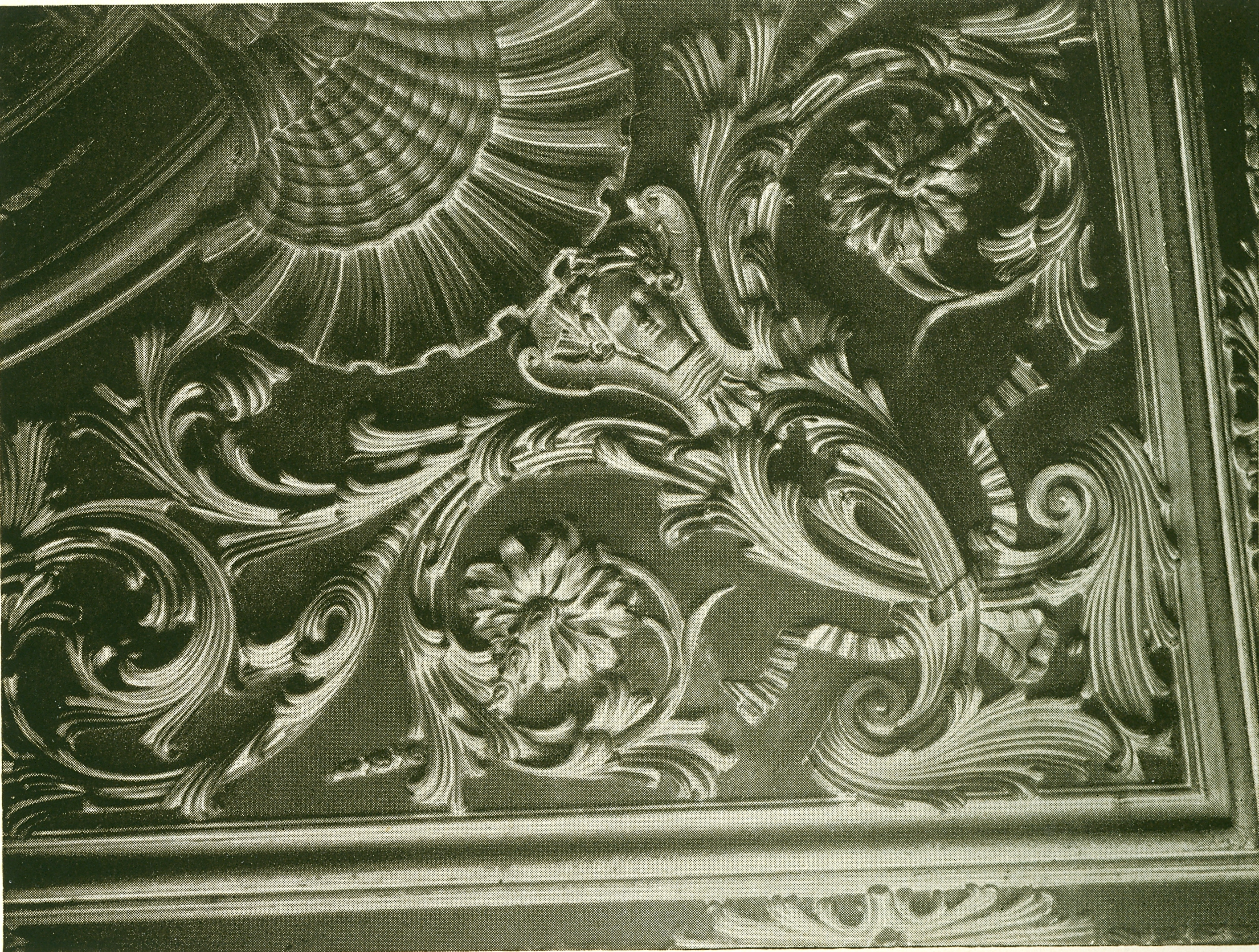
Zimmerdecke, Detail

Zeichnung des Torwappens von Altestadt 14

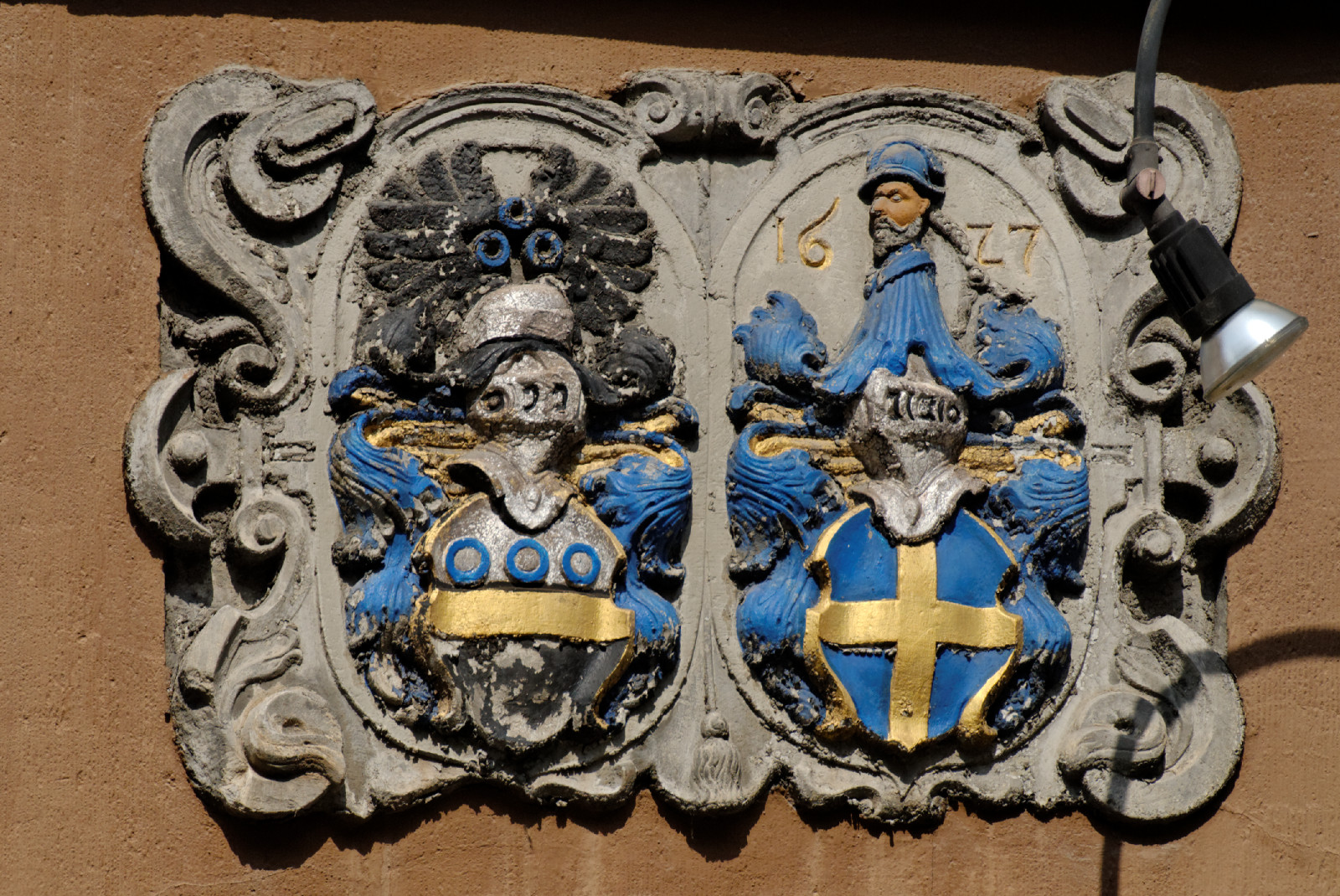
Aktuelles Wappenrelief am Haus

Das Haus Altestadt 14 in Düsseldorf ist ein denkmalgeschütztes Gebäude. Der Standort, die Straße Altestadt, gehört zu den ältesten in Düsseldorf.
Die unter der nachfolgenden Beschreibung angeführten Ausführungen der verschiedenen Autoren sind teilweise in ihren Angaben zu den Einzelheiten etwas unterschiedlich. Allerdings werden die wichtigsten Aussagen durch den Düsseldorfer H. Ferber in dessen Buch von 1889 bestätigt oder präzisiert. Dies gilt insbesondere für Baudatum, einige Namen der diversen Besitzer und die prächtige Plafonddecke in einem Zimmer.

## Geschichte
Auf ein bereits zum Zeitpunkt der Stadterhebung hier bestehendes Gebäude deuten die im folgenden Abschnitt „Beschreibung/Heimeshoff“ angeführten älteren Kellergewölbe hin. Auch dass 1626 von Freiherr von Scheidt ein älteres Gebäude gekauft wurde, das nach den Andeutungen von H. Ferber 1627 entweder neu gebaut oder saniert wurde, ist den Ausführungen zu entnehmen. Die ungenauen Zeitangaben von Heimeshoff, „nach 1612“ und „vor 1690“, für den Bau des Hauses stehen nicht im direkten Gegensatz zu den Daten von H. Ferber. Auch aktuell wird über der linken der drei Türen des Hauses ein sehr gut erhaltenes Doppelwappen der Familien von Scheidt-Weschpfennig / von Tengnagel angezeigt. Diese sind wie angegeben „über dem Thorweg … [von] seiner Erbauer … angebracht“. Das Doppelwappen bestätigt ein Fertigstellungsjahr ‚1627‘, da im rechten Wappen dieses Datum angegeben wird. In der aktuellen Denkmalliste der Stadt Düsseldorf wird für Altestadt 14 angegeben: Stil = Barock, Baujahr = 1627.
Im Gegensatz zum Baudatum des Hauses kann für die Entstehung der ‚Plafonddecke‘ den Ausführungen der vier Autoren kein genaueres Datum, dafür aber eine Zeitperiode entnommen werden. Zum Stil der Ornamente geben sowohl Sültenfuß/Kleesattel wie auch Heimeshoff an, dass diese dem Barock und nicht dem Rokoko zuzuordnen sind. Immerhin kann durch den Hinweis, dass „die Stuckarbeiten einem barocken Stil zu [zuordnen sind], der unter dem Einfluss der Stuckverzierung von Schloss Benrath und des Düsseldorfer Residenzschlosses stand“ ein Datum „vor 1700“ für die Anfertigung angenommen werden. Der Beginn für den Stil des Rokoko wird üblicherweise mit etwa ab 1700 datiert. Das barocke ‚Wasserschloss Benrath‘ wurde von 1660 bis 1669 gebaut. Mit Schloss Benrath kann nur dieses in der Beschreibung angegebene „Schloss“ gemeint sein. Dagegen wurden Jagdschloss Bensberg 1703–1711 und das aktuelle Schloss Benrath 1755–1773 gebaut, beide in der Zeit des Rokoko.
Nach dem Tode des Freiherrn von Scheidt 1662 gelangten sowohl Schloss Heltorf wie auch Haus Altestadt 14 über seine Tochter Maria in Besitz von Friederich Christian Freiherrn von Spee, dem Schwiegersohn. Ob nun Freiherr von Scheidt, Freiherr von Spee oder dessen Tochter Marie Magdalene die Stuckdecke anfertigen ließen, kann nach den vorliegenden Beschreibungen nicht eindeutig zugeordnet werden. Für ein Datum nach 1662, aber vor 1700 spricht einiges, dann aber kann ‚von Scheidt‘ nicht der Auftraggeber gewesen sein.
Über Freiherr von Spees Tochter Maria Magdalene, in zweiter Ehe mit Freiherr von Pürck verheiratet, wurde das Haus Eigentum der von Pürck. Diese verkauften das Gebäude 1700 an Freiin von Zweiffel. Weitere Eigentümer durch Kauf wurden 1796 Witwe von Palmer, 1819 J. W. Pelzer, 1823 Carl Foquet und 1829 Gerhard von der Beek.
Besonders zu der „Plavondecke“ werden in den folgenden Beschreibungen diverser Autoren weitere Details angeführt:

## Beschreibung
- Paul Clemen beschreibt die Stuckdecke im Haus mit Mittelmedaillon und Muschelmotiven:
„In dem Hause Altestadt 14, das über der Thür das Alliancewappen von Scheidt-Weschpfennig und von Tengnagel trägt, findet sich im Erdgeschoss, im Spezereigeschäft von Peter Leven, eine gut erhaltene Plafondecke in Stuck, mit grossem, ornamentiertem Mittelmedaillon und Muschelmotiven, ohne figürlichen Schmuck (1880 in Nachbildung auf der Kunst- und Gewerbeausstellung)“.[4]
- Ferber beschreibt die Geschichte des Hauses, wonach Johann Bertram von Scheidt, genannt Weschpfennig, zu Heltorf das Haus am 1. Februar 1626 erwarb. Weschpfennig ließ das Gebäude für seine Familie umbauen; 1627 war der Umbau vollendet. Bemerkenswert war eine Stuckdecke, die für die Kunst- und Gewerbeausstellung 1880 nachgebildet wurde. Ein Allianzwappen von Scheidt-Weschpfennig und von Tengnagel wies auf die Baugeschichte hin:
„Wir gelangen nun zu dem Eckhaus Nr. 14, das über dem Thorweg die Wappen seiner Erbauer noch heute zeigt; es sind die Allianzwappen von Scheidt-Weschpfennig und von Tengnagel. Johann Bertram von Scheidt, genannt Weschpfennig, zu Heltorf hatte das Haus am 1. Februar 1626 von der Witwe des Licentiaten Adolph Steinhaus, Johanna Staut, für 1700 Rthlr. gekauft, um dort für seine Familie ein Absteigequartier zu erbauen. 1627 war das reich ausgestattete neue Haus bereits fertig gestellt. Noch heute befindet sich aus dieser Zeit in einem Zimmer zu ebener Erde eine prächtige Plafonddecke, welche als mustergültig bei der hiesigen grossen Kunst- und Gewerbe-Ausstellung von 1880 in gelungener Nachbildung zur Ausstellung gelangte und gerechtes Aufsehen erregte“.[1]
- Paul Sültenfuß[5] und Josef Kleesattel[6] schreibt die Stuckarbeiten einem barocken Stil zu, der unter dem Einfluss der Stuckverzierung von Schloss Benrath und des Düsseldorfer Residenzschlosses stand:
„Dies Stuckarbeiten wie die im Hause Ritterstraße 16 haben nicht mehr die breitlappige barocke Formengebung wie die unter dem Einfluss der Stuckverzierung von Schloss Benrath stehenden Kamine und Decken der Häuser Altestadt 14 und Citadellstraße 7. Bei dem reizvollen Spiel von Ranken, Putten, Vasen, Medaillons, weiblichen Figuren und Leistenwerk, die auch bei den Stuckdecken Citadellstr. 2 im Kloster der Franziskaner wiederkehren, darf man vielleicht an die zahlreichen Stuckkünstler denken, die Johann Wilhelms Jagdschloss zu Bensberg und sein Stadtschloss auf dem Burgplatz geschmückt haben. Aber im Einzelnen Künstler aufzuführen, ist einstweilen noch nicht möglich.[7]
- Jörg Heimeshoff datiert das Baujahr auf die Zeit vor dem Jahre 1690. Er begründet dies mit der Anlage der Ursulinengasse; weiter stammen die Kellergewölbe noch aus dem Spätmittelalter. Das zweite Obergeschoss entstand erst 1878. Heimeshoff erklärt, dass die Stuckdecke unter der Familie des Freiherrn von Spee geschaffen wurde. Heimeshoff erwähnt jedoch Weschpfennig nicht:
„Das dreigeschossige Wohn- und Geschäftshaus an der Ecke zur Ursulinnengasse ist wahrscheinlich vor 1690 errichtet worden, da zu diesem Zeitpunkt die Ursulinnengasse auf die heutige Breite gebracht wurde. Das 2. Obergeschoss ist nach 1878 erhöht worden. Es bestand bis zu diesem Zeitpunkt lediglich als Halbgeschoss. Auffälligstes Merkmal der Fassade ist der Wappenstein über dem Eingang. Bemerkenswert sind die Kellergewölbe, die wohl noch von spätmittelalterlichen Vorgängerbauten stammen. Im Kellerraum der südöstlichen Gebäudeecke sind kurze, flache Pilaster erkennbar, die als Auflager für eine Gewölbe dienen. Die barocke Stuckdecke im westlichen Raum des Erdgeschosses zählt zu den vorzüglichsten Beispielen ihrer Art am Niederrhein. Sie ließ wahrscheinlich der Hofkammerdirektor und Generalkommissar Friedrich Christian Freiherr von Spee oder dessen Tochter Maria Margaretha anfertigen, in deren Besitz sich das Haus nach 1612 befand“.[2]

## Aktuelles
Im Erdgeschoss werden aktuell zwei Gastwirtschaften und eine Pizzeria betrieben: die „Kreuzherrenecke“ (an der Ecke zur Ursulinengasse), wurde 1954 von Trude und Otto Schuster, damals auch Betreiber des Zum Csikós, gegründet und in den 1950er und 1960er Jahren nach dem Wirt „Bobbys Schnapsbude“' genannt. Eine Kneipenlegende, über die es sogar ein Buch gibt. Die barocke Plafonddecke befindet sich zwei Eingänge weiter, im jetzigen Restaurant „Parlin“, vormals „Cafe Bagel“ – davor Bestattungsinstitut. Dazwischen ist seit Ende der 1960er Jahre die Pizzeria „Pinocchio“ ansässig. Im Innenhof des Gebäudes befindet sich ein denkmalgeschütztes Mauerstück, das den ehemaligen Zugang zur Ritterstraße beschreibt.